# Moldova Agroindbank
Maib — крупнейший коммерческий банк в Молдавии. Штаб-квартира расположена в Кишинёве. Банк работает с 1991 года.

## История
Maib начал свою деятельность 8 мая 1991 г. в качестве акционерного общества в результате  реорганизации учреждения из советского Агропромбанка. Moldova Agroindbank сегодня является крупнейшим в стране коммерческим банком с точки зрения общего объёма активов и общего собственного капитала и рассматривается в качестве одного из хорошо управляемых и прибыльных банков. Moldova Agroindbank имеет одну из самых крупных внутренних сетей, в составе 46 филиалов и 116 агентств по всей стране, охватывающей все основные демографические центры. С 1994 года Европейский банк реконструкции и развития (ЕБРР) и Moldova Agroindbank тесно сотрудничют в рамках работы с средними и малыми предприятияи и микрокредитования. Moldova Agroindbank является инновационным банком, направленным на предоставление высокотехнологичных финансовых услуг для  всех категорий  клиентов -  физических и юридических лиц, осуществляющих свою деятельность в разных областях национальной экономики. Учреждение предоставляет широчайший спектр услуг и банковских продуктов, опережая рынок благодаря своим инновациям. Maib признан Лучшим банком Молдовы, по версии Global Finance.